# 滋賀県道341号信楽インター線
滋賀県道341号信楽インター線（しがけんどう341ごう しがらきインターせん）は、滋賀県甲賀市を通る一般県道である。

## 概要
甲賀市信楽町黄瀬の国道307号交点から新名神高速道路の信楽ICに至る。
起点側の国道307号との交差点は信号機のみの設置であったが、2009年（平成21年）9月に信楽IC口という交差点名標識が設置された。

### 路線データ
- 起点：甲賀市信楽町黄瀬[1][2]（字半シ2836番2地先[3]：信楽IC口交差点、国道307号交点）
- 終点：甲賀市信楽町黄瀬（字半シ2838番1地先[3]：新名神高速道路 甲賀土山インター[1][2]）
- 総延長：108 m

## 歴史
- 2007年（平成19年）11月26日 - 滋賀県告示第626号により滋賀県道340号甲賀土山インター線と共に県道に認定[1][2]。
- 2008年（平成20年）2月23日 - 新名神高速道路の開通に伴い供用開始[4]。

## 地理

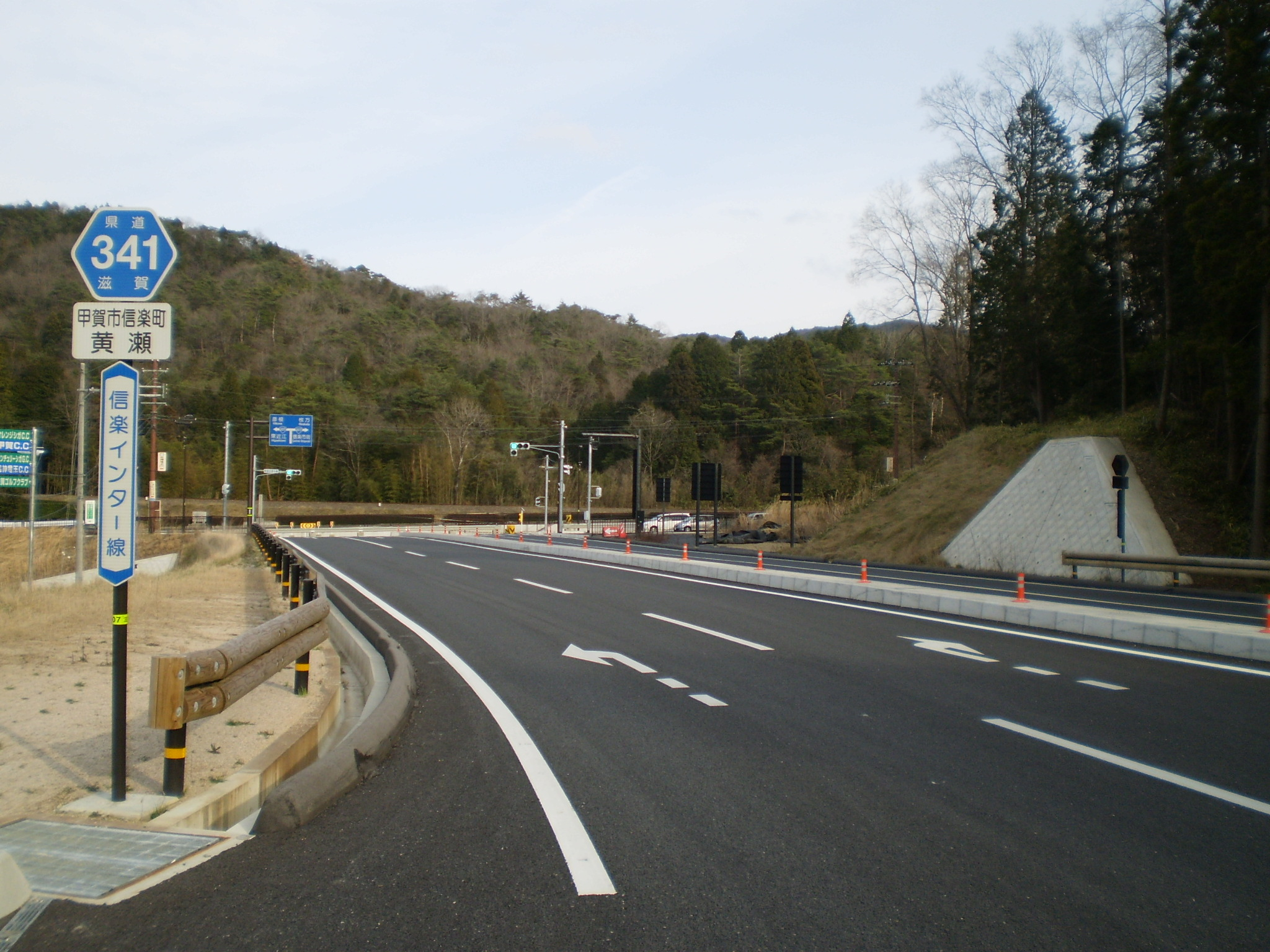
滋賀県道341号信楽インター線
国道307号との信楽IC口交差点まで

### 通過する自治体
- 滋賀県
  - 甲賀市

### 交差する道路
| 交差する道路         | 交差する場所 | 交差する場所          |
| -------------------- | ------------ | --------------------- |
| 国道307号 / 信楽道路 | 信楽町黄瀬   | 信楽IC口交差点 / 起点 |
| E1A 新名神高速道路   | 信楽町黄瀬   | 6 信楽IC / 終点       |

### 沿線
- 信楽高原鐵道信楽線 紫香楽宮跡駅（起点付近）